# Phyllanthus fischeri
Phyllanthus fischeri är en emblikaväxtart som beskrevs av Ferdinand Albin Pax. Phyllanthus fischeri ingår i släktet Phyllanthus och familjen emblikaväxter. Inga underarter finns listade i Catalogue of Life.